# Анел Джака
Анел Джака (на сърбо-хърватски Anel Džaka, роден на 19 септември 1980 в Сараево, Босна и Херцеговина, тогавашна Югославия) е германски футболист, полузащитник, от босненски произход.

## Кариера
Джака започва кариерата си в Байер Леверкузен, където играе във втория отбор на клуба на Байер през периода 1999-2003. От 2000 до 2003 г. той изиграва по една среща от Първа Бундеслига на сезон.
През 2003 г. Джака отива да играе в новия член на Втора Бундеслига Оснабрюк, но въпреки 27-те си мача и 4-те си гола, полузащитникът не успява да предотврати връщането на долносаксонците в регионалната лига. Едно от тези попадения е отбелязано по подобие на легендарния гол на Фриц Валтер – с пета и това е един от головете на сезона в Германия.
След изпадането на отбора от Оснабрюк, Джака преминава в тогавашните регионаллигисти от южната трета дивизия Кобленц под ръководството на хърватския наставник Милан Шашич. С райнландския отбор Джака се класира във Втора Бундеслига през 2006 г., като полузащитникът е капитан, основен играч и любимец на кобленцките привърженици на футбола.
На 27 юни 2008 г. Джака оповестява, че от новия сезон преминава в Кайзерслаутерн, където отново ще работи заедно с треньора Милан Шашич. Шашич е доволен, че привлича офанзивен халф, играещ добре и с двата крака, който ще подсили атаката и ще помогне на лаутерите за класиране в Първа Бундеслига. След като треньора не успява да изведе Кайзерслаутерн на върха в класирането на втора лига, той е уволнен, а Анел Джака губи титулярното си място.

### Успехи
- Класиране във Втора Бундеслига с Кобленц – 2006
- Класиране в Регионална лига Север с Байер Леверкузен ам. – 2000